# Tangentialbündel

Hier wird das Tangentialbündel des Kreises illustriert. Das erste Bild zeigt die Tangentialräume am Kreis und im zweiten Bild werden diese Räume zu einem Bündel zusammengefasst.

Tangentialbündel ist ein Begriff aus der Differentialgeometrie und Differentialtopologie. Es handelt sich um die disjunkte Vereinigung aller Tangentialräume. Hat das Tangentialbündel eine besonders einfache Struktur, dann nennt man die zugrundeliegende Mannigfaltigkeit parallelisierbar.

## Definition
Das Tangentialbündel {\displaystyle TM} einer differenzierbaren Mannigfaltigkeit {\displaystyle M} ist ein Vektorbündel. Als Menge ist es als die disjunkte Vereinigung aller Tangentialräume von {\displaystyle M} definiert:
{\displaystyle TM:=\bigsqcup _{p\in M}T_{p}M:=\bigcup _{p\in M}\{p\}\times T_{p}M.}
Die Vektorraumstruktur in den Fasern {\displaystyle \{p\}\times T_{p}M} ist die von den Tangentialräumen geerbte Struktur.
Ist M eine {\displaystyle n}-dimensionale differenzierbare Mannigfaltigkeit und U eine offene, zusammenziehbare Umgebung von {\displaystyle p\in M}, dann ist TU diffeomorph zu {\displaystyle U\times \mathbb {R} ^{n},} das heißt lokal ist das Tangentialbündel TM diffeomorph zu {\displaystyle \mathbb {R} ^{2n}}.
Ein Tangentialbündel erhält durch die zugrunde liegende Mannigfaltigkeit wieder eine differenzierbare Struktur. Man nennt einen Atlas des Tangentialbündels, in dem alle Karten die Form {\displaystyle U\times \mathbb {R} ^{n}} haben, eine lokale Trivialisierung. Die Topologie und differenzierbare Struktur bekommt das Tangentialbündel durch eine lokale Trivialisierung.
Eine differenzierbare Mannigfaltigkeit {\displaystyle M} mit trivialem Tangentialbündel (das heißt {\displaystyle TM} ist als Bündel isomorph zu {\displaystyle M\times \mathbb {R} ^{n}}) nennt man parallelisierbar.

## Beispiele

### Parallelisierbare Mannigfaltigkeiten
- {\displaystyle M=\mathbb {R} ^{n}}, das Tangentialbündel ist {\displaystyle TM=\mathbb {R} ^{n}\times \mathbb {R} ^{n}=\mathbb {R} ^{2n}.}
- Sei {\displaystyle S^{1}=\{x\in \mathbb {R} ^{2}:\left\|x\right\|=1\}} die 1-Sphäre. Das Tangentialbündel ist der unendlich lange Zylinder, das heißt {\displaystyle TS^{1}=S^{1}\times \mathbb {R} .}
- Jede endlichdimensionale Lie-Gruppe {\displaystyle G}, denn man kann eine Basis für den Tangentialraum {\displaystyle T_{e}G} am neutralen Element {\displaystyle e} wählen und dann durch die Gruppenwirkung über ganz {\displaystyle G} transportieren, um eine Trivialisierung von {\displaystyle TG} zu erhalten.
- Jede orientierbare geschlossene {\displaystyle 3}-Mannigfaltigkeit.

### Nichttriviale Tangentialbündel
- {\displaystyle TS^{2}} mit {\displaystyle S^{2}=\{x\in \mathbb {R} ^{3}:\left\|x\right\|=1\}}, denn nach dem Satz vom Igel gibt es auf der {\displaystyle 2}-Sphäre kein nirgendwo verschwindendes, stetiges tangentiales Vektorfeld.
- Raoul Bott und John Milnor bewiesen 1958 als Konsequenz aus dem Bott-Periodizitätssatz, dass {\displaystyle S^{1},S^{3}} und {\displaystyle S^{7}} die einzigen parallelisierbaren Sphären sind.[1]

## Natürliche Projektion
Die natürliche Projektion ist eine glatte Abbildung
{\displaystyle \pi \colon TM\to M\,}
definiert durch
{\displaystyle (p,v)\mapsto p.}
Dabei ist {\displaystyle p\in M} und {\displaystyle v\in T_{p}M}. Es gilt also {\displaystyle \;\pi ^{-1}(p)=T_{p}M} für alle {\displaystyle p\in M}.

## Kotangentialbündel
Analog zum Tangentialbündel ist auch das Kotangentialbündel definiert. Sei {\displaystyle M} eine differenzierbare Mannigfaltigkeit und {\displaystyle T_{p}M} ihr Tangentialraum am Punkt {\displaystyle p\in M}, so wird mit {\displaystyle T_{p}^{*}M} der Dualraum des Tangentialraums, den man Kotangentialraum nennt, bezeichnet. Das Kotangentialbündel {\displaystyle T^{*}M} von {\displaystyle M} ist nun als disjunkte Vereinigung der Kotangentialräume definiert. Das heißt, es gilt
{\displaystyle T^{*}M:=\bigsqcup _{p\in M}T_{p}^{*}M.}
Auch auf dem Kotangentialbündel lässt sich auf natürliche Weise wieder eine differenzierbare Struktur definieren. Anschaulich ist das Kotangentialbündel also die Menge aller linearen Funktionale, die auf den Vektoren der Tangentialräume an allen Punkten {\displaystyle p\in M} wirken
{\displaystyle T^{*}M=\{(p,f_{p})\mid p\in M,\;f_{p}\colon T_{p}M\to \mathbb {R} \;{\text{linear}}\}.}

## Einheits-Tangentialbündel
Das Einheits-Tangentialbündel einer riemannschen Mannigfaltigkeit {\displaystyle (M,g)} mit riemannscher Metrik {\displaystyle g} besteht aus allen Tangentialvektoren der Länge 1:
{\displaystyle T^{1}M=\left\{v\in TM\mid g(v,v)=1\right\}.}
Das Einheits-Tangentialbündel ist ein Faserbündel, aber kein Vektorraumbündel. Da die Fasern
{\displaystyle T_{p}^{1}M=T^{1}M\cap T_{p}M}
diffeomorph zu einer Sphäre sind, spricht man auch von einem Sphärenbündel.

## Vektorfelder
Ein Vektorfeld auf einer differenzierbaren Mannigfaltigkeit {\displaystyle M} ist eine Abbildung {\displaystyle V\colon M\to TM}, die jedem Punkt {\displaystyle p\in M} einen Tangentialvektor {\displaystyle v\in T_{p}M} mit Fußpunkt {\displaystyle p} zuordnet. In der Differentialtopologie und der Differentialgeometrie betrachtet man vor allem glatte Vektorfelder, also solche, die glatte Abbildungen von {\displaystyle M} nach {\displaystyle TM} sind.